# Boophis luteus
Boophis luteus (Boulenger, 1882) è una rana della famiglia Mantellidae, endemica del Madagascar.

## Biologia
È una specie dalle abitudini terrestri, che si riproduce nei torrenti.

### Riproduzione

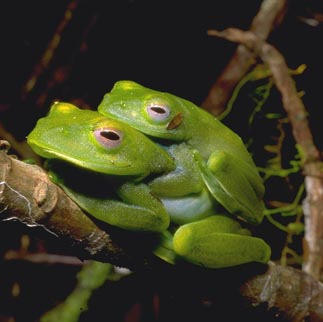

## Distribuzione e habitat
Questa specie è diffusa nella fascia di foresta pluviale del Madagascar orientale.
È presente all'interno di numerose aree protette tra cui la Riserva naturale integrale di Betampona e il Parco nazionale di Masoala.